# 河村知哉
河村 知哉（かわむら ともや、1989年12月23日 - ）は、日本のプロレスラー。

## 経歴
立命館大学在学中にRWF立命館プロレス同好会で学生プロレスを始める。

### 2012年
- Wrestling New Classicの道場生となる。

### 2013年
- 10月23日、ユニオンプロレス新宿FACE大会対円華戦でデビュー。

### 2014年
- 7月13日、ユニオンプロレス大阪大会にてSAGATから自力で初勝利をあげる。
- 9月28日、後楽園大会にて11月28日旗揚げの新プロジェクト「DDT NEW ATTITUDE」移籍が発表される[1]。以降、DNA所属としてユニオンにレギュラーとして参戦。ASUKA PROJECTにも参戦している。

### 2015年
- 4月9日、肩甲骨関節窩骨折の手術のため長期欠場が発表される。

### 2016年
- 3月5日、DNA春日部大会にて水色またはピンク色の長髪のカツラを着用した「レインボー・カワムラ」として復帰。タッグパートナーとタッチする際や握手をする際はアルコールで消毒する新宿二丁目系の潔癖症なレスラーとなった。
- レインボー・カワムラとしてのデビュー後はREINA女子プロレスなどにも多く参戦中。
- 8月にDDTドラマティック総選挙へのエントリーを辞退。辞退理由として今回エントリーの対象とはならないプロレスリングBASARAへの移籍を希望したため。DNAでは男色ディーノとの一騎討ちを終えたのちに移籍。
- 10月22日、この日の試合で前回のケガと同じ肩を再び骨折し手術が難しいことから長期休養することを発表した[2]。

### 2018年
- 3月、選手所属契約を更新しないで退団[3]。

## 得意技
ムーンサルトプレス

## 人物
- DDTプロレスリングが経営する「エビスコ酒場」にスタッフとして勤務。
- 2014/7/26発売の「筋肉男子」（出版社: 主婦の友社）に掲載された。
- ガンバレ☆プロレス参戦時はヒールとしてラフファイトを展開する。
- 目標とする選手はRWF立命館プロレス同好会の先輩である棚橋弘至[4]。